# 성지 순례 (인터넷)
성지 순례(聖地巡禮)는 존경장소, 특정 종교게 있어 의미있는 곳에 일시적으로 이동하는 것을 의미한다.

## 유래
종교적 의미의 성지 순례에 비유해 ‘성지 순례’라고 부르기 시작한 것을 계기로 시작되었다.

## 특징
성지 순례를 하는 네티즌들은 댓글로 소원을 빈다.

## 최근 성지의 의미
인터넷 상에서 네티즌이 미래를 예언 또는 추리하는 게시글을 올리고 그 내용이 적중하면 그 게시글을 성지라고 한다. 그러한 게시글에 작성자의 예언 능력을 감탄하는 댓글을 작성하는 행위는 성지순례의 범주에 포함된다.